# Arche (měsíc)
Arche (ar'-kee, IPA: /ɑrki/; řecky Αρχη) nebo též Jupiter XLIII je retrográdní nepravidelný přirozený satelit Jupiteru. Byl objeven v roce 2002 skupinou astronomů z Havajské univerzity vedených Scottem S. Sheppardem a dostal prozatímní označení S/2002 J 1 platné do roku 2005, kdy byl definitivně pojmenován.
Arche má v průměru asi ~3 km, jeho průměrná vzdálenost od Jupiteru činí 23,717 Gm, obletí jej každých 746,1 dnů, s inklinací 165° k ekliptice (162° k Jupiterovu rovníku) a excentricitou 0,149. Arche patří do rodiny Carme.